# Campeonato Centroamericano y del Caribe 1960
El Campeonato Centroamericano y del Caribe 1960 fue la novena edición del Campeonato Centroamericano y del Caribe de Fútbol, torneo más importante de la extinta Confederación de Centroamérica y el Caribe de Fútbol, CCCF. El torneo se desarrolló del 14 al 29 de febrero de 1960.

## Organización

### Sede
| La Habana                      |
| ------------------------------ |
| Estadio Pedro Marrero          |
| Capacidad: 28.000 Espectadores |
|                                |

### Equipos participantes
- En cursiva las selecciones debutantes.

| Equipos participantes | Equipos participantes | Equipos participantes |
| --------------------- | --------------------- | --------------------- |
| Antillas Neerlandesas | Cuba                  | Costa Rica            |
| Guayana Neerlandesa   | Honduras              |                       |

## Resultados

### Clasificación
| Equipo                | Pts. | PJ | PG | PE | PP | GF | GC | Dif |
| --------------------- | ---- | -- | -- | -- | -- | -- | -- | --- |
| Costa Rica            | 6    | 4  | 2  | 2  | 0  | 10 | 3  | 7   |
| Antillas Neerlandesas | 6    | 4  | 2  | 2  | 0  | 9  | 7  | 2   |
| Honduras              | 3    | 4  | 0  | 3  | 1  | 6  | 7  | -1  |
| Guayana Neerlandesa   | 3    | 4  | 1  | 1  | 2  | 4  | 5  | -1  |
| Cuba                  | 2    | 4  | 1  | 0  | 3  | 5  | 12 | -7  |

### Partidos
| 14 de febrero de 1960 | Costa Rica | 1:1 (1:1) | Antillas Neerlandesas | Estadio Pedro Marrero, La Habana                         |                                                          |
|                       | Jiménez 3' |           | Regales 22'           | Asistencia: 8 000 espectadores Árbitro(s): Ramiro García | Asistencia: 8 000 espectadores Árbitro(s): Ramiro García |

| 15 de febrero de 1960 | Guayana Neerlandesa | 2:0 (1:0) | Cuba | Estadio Cerveza La Tropical, La Habana                    |                                                           |
|                       | A Man 27', 79'      |           |      | Asistencia: 1 000 espectadores Árbitro(s): Alfredo Penman | Asistencia: 1 000 espectadores Árbitro(s): Alfredo Penman |

| 17 de febrero de 1960                                     | Costa Rica                           | 3:1 (2:1) | Guayana Neerlandesa | Estadio Cerveza La Tropical, La Habana |                           |
|                                                           | Jiménez 16' · Armijo 39' · Gámez 74' |           | Wooter 44'          | Árbitro(s): Ramiro García              | Árbitro(s): Ramiro García |
| Expulsados: Jules Lagadeau al 70' y Rubén Jiménez al 75'. |                                      |           |                     |                                        |                           |

| 19 de febrero de 1960 | Antillas Neerlandesas                  | 3:3 (2:1) | Honduras                             | Estadio Cerveza La Tropical, La Habana |                           |
|                       | Bibiana 4' · Dirksz 15' · Werleman 88' |           | Zelaya 43' · Leaky 47' · Padilla 89' | Árbitro(s): Ramiro García              | Árbitro(s): Ramiro García |

| 21 de febrero de 1960 | Honduras   | 1:1 (0:0) | Guayana Neerlandesa | Estadio Cerveza La Tropical, La Habana |                           |
|                       | Prince 46' |           | Kamsoe 60'          | Árbitro(s): Ramiro García              | Árbitro(s): Ramiro García |

| 21 de febrero de 1960 | Costa Rica                                                   | 5:0 (1:0) | Cuba | Estadio Cerveza La Tropical, La Habana                        |                                                               |
|                       | Armijo 9' (pen.), 46' · Gámez 48' · Bejarano 77' · Ulloa 89' |           |      | Asistencia: 10 000 espectadores Árbitro(s): Francisco Figaroa | Asistencia: 10 000 espectadores Árbitro(s): Francisco Figaroa |

| 23 de febrero de 1960 | Antillas Neerlandesas                    | 4:3 (3:0) | Cuba                           | Estadio Cerveza La Tropical, La Habana                    |                                                           |
|                       | Bibiana 12', 70' · Vos 16' · La Rosa 44' |           | Bobadilla 53' · Perez 54', 83' | Asistencia: 2 000 espectadores Árbitro(s): Alfredo Penman | Asistencia: 2 000 espectadores Árbitro(s): Alfredo Penman |

| 25 de febrero de 1960 | Costa Rica | 1:1 (0:1) | Honduras      | Estadio Cerveza La Tropical, La Habana |                           |
|                       | Armijo 76' |           | Rodríguez 18' | Árbitro(s): Ramiro García              | Árbitro(s): Ramiro García |

| 27 de febrero de 1960 | Antillas Neerlandesas | 1:0 (0:0) | Guayana Neerlandesa | Estadio Cerveza La Tropical, La Habana |                            |
| | Regales 79'           |           |                     | Árbitro(s): Alfredo Penman             | Árbitro(s): Alfredo Penman |
| El partido fue interrumpido durante 15 minutos después del gol debido a una pelea entre jugadores. Posteriormente intervino la policía cubana. |                       |           |                     |                                        |                            |

| 27 de febrero de 1960 | Honduras  | 1:2 (1:2) | Cuba            | Estadio Cerveza La Tropical, La Habana |  |
|                       | Leaky 40' |           | Valdes 16', 44' |                                        |  |

- Debido al empate de puntos entre Costa Rica y Antillas Neerlandesas, se tuvo que recurrir a un partido por el desempate.

#### Desempate
| 29 de febrero de 1960, 21:15 | Costa Rica                                       | 4:0 (1:0) | Antillas Neerlandesas | Estadio Cerveza La Tropical, La Habana                   |                                                          |
|                              | Ulloa 40', 79' · Armijo 53' (pen.) · Jiménez 59' |           |                       | Asistencia: 5 000 espectadores Árbitro(s): Ramiro García | Asistencia: 5 000 espectadores Árbitro(s): Ramiro García |

|    | POR | Hernán Alvarado    |  |
|    | DEF | Giovanni Rodríguez |  |
|    | DEF | José Luis Quesada  |  |
|    | DEF | Alex Sánchez       |  |
|    | MED | Marvin Rodríguez   |  |
|    | MED | Tulio Quirós       |  |
|    | DEL | Óscar Bejarano     |  |
|    | DEL | Alberto Armijo     |  |
|    | DEL | Juan Ulloa         |  |
|    | DEL | Edgar Quesada      |  |
|    | DEL | Rubén Jiménez      |  |
| DT | DT  | Rubén Amorín       |  |

|    | POR | Paul Díaz         |  |
|    | DEF | Andresito Croes   |  |
|    | DEF | José La Rosa      |  |
|    | DEF | Nathaniel Andrews |  |
|    | MED | Hubert Jansen     |  |
|    | MED | Edgar Vos         |  |
|    | DEL | Carlos Regales    |  |
|    | DEL | Jose Bibiana      |  |
|    | DEL | Rudolfo Dirksz    |  |
|    | DEL | Julio Jansen      |  |
|    | DEL | Damasio Werleman  |  |
| DT | DT  | Ángel Botta       |  |

| 40' Juan Ulloa            |
| 53' (pen.) Alberto Armijo |
| 59' Rubén Jiménez         |
| 79' Juan Ulloa            |

| Árbitro | Ramiro García |

|    | POR | Hernán Alvarado    |  |
|    | DEF | Giovanni Rodríguez |  |
|    | DEF | José Luis Quesada  |  |
|    | DEF | Alex Sánchez       |  |
|    | MED | Marvin Rodríguez   |  |
|    | MED | Tulio Quirós       |  |
|    | DEL | Óscar Bejarano     |  |
|    | DEL | Alberto Armijo     |  |
|    | DEL | Juan Ulloa         |  |
|    | DEL | Edgar Quesada      |  |
|    | DEL | Rubén Jiménez      |  |
| DT | DT  | Rubén Amorín       |  |

|    | POR | Paul Díaz         |  |
|    | DEF | Andresito Croes   |  |
|    | DEF | José La Rosa      |  |
|    | DEF | Nathaniel Andrews |  |
|    | MED | Hubert Jansen     |  |
|    | MED | Edgar Vos         |  |
|    | DEL | Carlos Regales    |  |
|    | DEL | Jose Bibiana      |  |
|    | DEL | Rudolfo Dirksz    |  |
|    | DEL | Julio Jansen      |  |
|    | DEL | Damasio Werleman  |  |
| DT | DT  | Ángel Botta       |  |

| 40' Juan Ulloa            |
| 53' (pen.) Alberto Armijo |
| 59' Rubén Jiménez         |
| 79' Juan Ulloa            |

| Árbitro | Ramiro García |

|                               |
| Bandera de Costa Rica         |
| Campeón Costa Rica 6.º título |

## Goleadores
| Jugador        | Selección             | Goles |
| -------------- | --------------------- | ----- |
| Alberto Armijo | Costa Rica            | 5     |
| Juan Ulloa     | Costa Rica            | 3     |
| Rubén Jiménez  | Costa Rica            | 3     |
| Jose Bibiana   | Antillas Neerlandesas | 3     |

## Equipo ideal
| Portero   | Defensores                                    | Mediocampistas                            | Delanteros                                               |
| --------- | --------------------------------------------- | ----------------------------------------- | -------------------------------------------------------- |
| Paul Diaz | Giovanni Rodríguez José La Rosa August Wooter | Ramón Peñalver Abraham Pavón Ronald Leaky | Carlos Regales Alberto Armijo Jose Bibiana Rubén Jiménez |